# Tiger Sky Tower
La Tiger Sky Tower, anteriormente conocida como Carlsberg Sky Tower, es la torre de observación más alta en el país asiático de Singapur. Se encuentra ubicado en la zona de Imbiah Lookout en el centro de la isla de Sentosa. La torre tiene una altura de 110 metros (360 pies) sobre el nivel del suelo, o alrededor de 36 pisos de altura - y una altura de 131 metros (430 pies) sobre el nivel del mar. La torre fue terminada en 2004, y es propiedad de C. Melchers GmbH & Co.